# بازی در آئینه
بازی در آئینه یک مجموعه تلویزیونی محصول سال ۱۳۷۷ به کارگردانی علی بیابانی،  می‌باشد که از شبکه پخش شد.

## بازیگران
- حامد فرج زاده
- خسرو جوادی
- سیما گرجی
- علی طالبلو
- فاطمه پوررحمانی
- محرم بسیم
- محمود مقامی